# تيم يانسن
تيم يانسن (بالهولندية: Tim Janssen)‏ (6 مارس 1986 بآيندهوفن في هولندا - ) هو لاعب كرة قدم هولندي في مركز الهجوم. شارك مع منتخب هولندا تحت 19 سنة لكرة القدم ومنتخب هولندا تحت 21 سنة لكرة القدم. أما مع النوادي، فقد لعب مع آر كي سي فالفيك وإف سي آيندهوفن وإن إي سي نيميخن وبي إي سي زفوله ودي غرافشاب ونادي آيندهوفن ونادي إيسبيرغ ونادي ميتييلاند واوكلاهوما سيتي أنرجي وفورتونا سيتارد.

## وصلات خارجية
- تيم يانسن على موقع الاتحاد الأوربي (الإنجليزية)
- تيم يانسن على موقع قاعدة بيانات كرة القدم.إي يو (الإنجليزية)
- تيم يانسن على موقع Soccerway.com (الإنجليزية)
- تيم يانسن على موقع عالم كرة القدم.نت (الإنجليزية)